# フィリーズレビュー
フィリーズレビューは、日本中央競馬会（JRA）が阪神競馬場で施行する中央競馬の重賞競走（GII）である。競馬番組表での名称は「報知杯フィリーズレビュー（桜花賞トライアル）」と表記される。
「スポーツ報知」は、報知新聞社が発行するスポーツ紙。同社より寄贈賞の提供を受けている。
正賞は報知新聞社賞。

## 概要
3着までの馬に桜花賞の優先出走権が付与されるトライアル競走。
1967年に創設された4歳（現3歳）牝馬による重賞競走「阪神4歳牝馬特別（はんしんよんさいひんばとくべつ｜報知杯桜花賞トライアル）」が、本競走の前身。競走名は1983年に「報知杯4歳牝馬特別（ほうちはいよんさいひんばとくべつ）」と改称された後、2001年より現名称となった。なお、関東でもオークスへの優先出走権をかけたトライアル「サンスポ賞4歳牝馬特別（2001年以後フローラステークス）」があったため、便宜上「4歳牝馬特別（西）」とする場合もあった。
施行距離は1975年から1978年及び中京競馬場で行われた1991年と1994年に芝1200mで行われたのを除き、芝1400mでの施行が定着している。
地方競馬所属馬は1995年から、外国産馬は2004年からそれぞれ出走可能になり、2010年からは外国馬も出走可能な国際競走となった。

### 競走条件
以下の内容は、2025年現在のもの。
出走資格：サラ系3歳牝馬
- JRA所属馬
- 地方競馬所属馬（後述）
- 外国調教馬（優先出走）

負担重量：馬齢（55kg）
桜花賞のステップ競走に指定されており、地方競馬所属馬は桜花賞の出走候補馬（2頭まで）およびJRAの2歳GI競走優勝馬に優先出走が認められ、JRAで行われる芝の3歳重賞競走優勝馬にも出走資格が与えられる。

### 賞金
2025年の1着賞金は5200万円で、以下2着2100万円、3着1300万円、4着780万円、5着520万円。

## 歴史
- 1967年 
  - 4歳牝馬による桜花賞トライアルの重賞競走として「阪神4歳牝馬特別」の名称で創設。
  - 「報知杯桜花賞トライアル」の副称がつく(1974年まで)[5]。
- 1975年 - 名称を「報知杯阪神4歳牝馬特別」に変更[6]。
- 1983年 - 名称を「報知杯4歳牝馬特別」に変更[6]。
- 1984年 - グレード制施行によりGII[注 1]に格付け。
- 1991年 
  - 阪神競馬場の改修工事に伴い、中京競馬場の芝1200mで施行。
  - この年から桜花賞の優先出走権取得条件が上位5頭から上位3頭に変更[5]。
- 1994年 - 京都競馬場の改修工事に伴う開催日割の変更のため中京競馬場の芝1200mで施行。
- 1995年
  - 阪神・淡路大震災の影響による阪神競馬の開催中止に伴い、京都競馬場で施行。
  - 指定交流競走となり、地方競馬所属馬が2頭まで出走可能になる[6]。
  - ライデンリーダー（笠松）が地方馬として初の優勝。

- 2001年
  - 馬齢表示の国際基準への変更に伴い、出走条件を「3歳牝馬」に変更。
  - 名称を「報知杯フィリーズレビュー」に変更[5]。
- 2004年 - 混合競走に指定、外国産馬が出走可能になる[10]。
- 2007年 - 日本のパートI国昇格に伴い、格付表記をJpnIIに変更[11]。
- 2010年
  - 国際競走に変更され、外国調教馬が8頭まで出走可能となる[7]。
  - 格付表記をGII（国際格付）に変更。
- 2015年 
  - 出走可能頭数を18頭に拡大。
  - 外国馬の出走枠を9頭に変更[12]。
- 2020年 - COVID-19の流行により、「無観客競馬」として実施[13]。
- 2025年 - 施行日を土曜日に変更（実質はチューリップ賞との曜日の変更である）。

### 歴代優勝馬
コース種別を表記していない距離は、芝コースを表す。
優勝馬の馬齢は、2000年以前も現行表記に揃えている。
競走名は第8回まで「阪神4歳牝馬特別」、第9回から第16回は「報知杯阪神4歳牝馬特別」、第17回から第34回は「報知杯4歳牝馬特別」。
| 回数   | 施行日        | 競馬場 | 距離  | 優勝馬             | 性齢 | 所属 | タイム          | 優勝騎手   | 管理調教師 | 馬主                                 |
| ------ | ------------- | ------ | ----- | ------------------ | ---- | ---- | --------------- | ---------- | ---------- | ------------------------------------ |
| 第1回  | 1967年3月19日 | 阪神   | 1400m | ヤマピツト         | 牝3  | JRA  | 1:25.0          | 池江泰郎   | 浅見国一   | 小林信夫                             |
| 第2回  | 1968年3月24日 | 阪神   | 1400m | フアインローズ     | 牝3  | JRA  | 1:24.3          | 簗田善則   | 坪重兵衛   | 吉田久博                             |
| 第3回  | 1969年3月23日 | 阪神   | 1400m | ヒデコトブキ       | 牝3  | JRA  | 1:24.5          | 久保敏文   | 伊藤修司   | 伊藤英夫                             |
| 第4回  | 1970年3月15日 | 阪神   | 1400m | タマミ             | 牝3  | JRA  | 1:24.2          | 高橋成忠   | 坂本栄三郎 | 坂本栄蔵                             |
| 第5回  | 1971年3月28日 | 阪神   | 1400m | エリモジェニー     | 牝3  | JRA  | 1:24.7          | 新田幸春   | 大久保亀治 | 山本慎一                             |
| 第6回  | 1972年4月30日 | 京都   | 1400m | シンモエダケ       | 牝3  | JRA  | 1:25.1          | 藤岡範士   | 田之上勲   | 久保光吉                             |
| 第7回  | 1973年3月18日 | 阪神   | 1400m | ニットウチドリ     | 牝3  | JRA  | 1:22.8          | 横山富雄   | 八木沢勝美 | 鎌田三郎                             |
| 第8回  | 1974年3月17日 | 阪神   | 1400m | エビスオール       | 牝3  | JRA  | 1:25.8          | 柴田政見   | 内藤潔     | 加藤友三郎                           |
| 第9回  | 1975年3月16日 | 阪神   | 1200m | テスコガビー       | 牝3  | JRA  | 1:10.4          | 菅原泰夫   | 仲住芳雄   | 長島忠雄                             |
| 第10回 | 1976年3月21日 | 阪神   | 1200m | スカッシュソロン   | 牝3  | JRA  | 1:10.8          | 福永洋一   | 古賀嘉蔵   | 飯田正                               |
| 第11回 | 1977年3月20日 | 阪神   | 1200m | ダイワテスコ       | 牝3  | JRA  | 1:10.7          | 横山富雄   | 尾形盛次   | 大城敬三                             |
| 第12回 | 1978年3月19日 | 阪神   | 1200m | サンエムジョオー   | 牝3  | JRA  | 1:10.1          | 田所秀孝   | 田所秀雄   | 松本肇                               |
| 第13回 | 1979年3月18日 | 阪神   | 1400m | シーバードパーク   | 牝3  | JRA  | 1:25.4          | 小迫次男   | 本郷重彦   | ホースマンクラブ                     |
| 第14回 | 1980年3月16日 | 阪神   | 1400m | シャダイダンサー   | 牝3  | JRA  | 1:23.4          | 吉永正人   | 松山吉三郎 | 吉田善哉                             |
| 第15回 | 1981年3月15日 | 阪神   | 1400m | ブロケード         | 牝3  | JRA  | 1:25.1          | 柴田政人   | 高松邦男   | 伊達秀和                             |
| 第16回 | 1982年3月21日 | 阪神   | 1400m | ツキマリー         | 牝3  | JRA  | 1:25.6          | 太宰義人   | 中村好夫   | 望月篤                               |
| 第17回 | 1983年3月20日 | 阪神   | 1400m | ダスゲニー         | 牝3  | JRA  | 1:24.0          | 大崎昭一   | 新関力     | 三島武                               |
| 第18回 | 1984年3月18日 | 阪神   | 1400m | ダイナシュガー     | 牝3  | JRA  | 1:24.0          | 安田富男   | 高橋祥泰   | （有）社台レースホース               |
| 第19回 | 1985年3月17日 | 阪神   | 1400m | エルプス           | 牝3  | JRA  | 1:23.7          | 木藤隆行   | 久恒久夫   | 小畑安雄                             |
| 第20回 | 1986年3月16日 | 阪神   | 1400m | メジロラモーヌ     | 牝3  | JRA  | 1:23.9          | 河内洋     | 奥平真治   | （有）メジロ牧場                     |
| 第21回 | 1987年3月22日 | 阪神   | 1400m | コーセイ           | 牝3  | JRA  | 1:24.5          | 増沢末夫   | 尾形盛次   | （株）アイ・ケイ・テイ・オーナーズ   |
| 第22回 | 1988年3月20日 | 阪神   | 1400m | スカーレットリボン | 牝3  | JRA  | 1:22.8          | 竹原啓二   | 松山康久   | （有）社台レースホース               |
| 第23回 | 1989年3月19日 | 阪神   | 1400m | コクサイリーベ     | 牝3  | JRA  | 1:22.8          | 松本達也   | 新関力     | 鮫川三千男                           |
| 第24回 | 1990年3月18日 | 阪神   | 1400m | エイシンサニー     | 牝3  | JRA  | 1:23.9          | 岸滋彦     | 坂口正則   | 平井豊光                             |
| 第25回 | 1991年3月17日 | 中京   | 1200m | イソノルーブル     | 牝3  | JRA  | 1:09.8          | 松永幹夫   | 清水久雄   | 磯野俊雄                             |
| 第26回 | 1992年3月22日 | 阪神   | 1400m | ディスコホール     | 牝3  | JRA  | 1:24.3          | 岡部幸雄   | 山内研二   | （有）社台レースホース               |
| 第27回 | 1993年3月21日 | 阪神   | 1400m | ヤマヒサローレル   | 牝3  | JRA  | 1:24.0          | 猿橋重利   | 湯浅三郎   | 山口節子                             |
| 第28回 | 1994年3月20日 | 中京   | 1200m | ゴールデンジャック | 牝3  | JRA  | 1:10.4          | 四位洋文   | 北橋修二   | （株）協栄                           |
| 第29回 | 1995年3月19日 | 京都   | 1400m | ライデンリーダー   | 牝3  | 笠松 | 1:21.8          | 安藤勝己   | 荒川友司   | 水野俊一                             |
| 第30回 | 1996年3月10日 | 阪神   | 1400m | リトルオードリー   | 牝3  | JRA  | 1:21.9          | 佐藤哲三   | 小林稔     | 名古屋友豊（株）                     |
| 第31回 | 1997年3月9日  | 阪神   | 1400m | キョウエイマーチ   | 牝3  | JRA  | 1:21.4          | 松永幹夫   | 野村彰彦   | 松岡正雄                             |
| 第32回 | 1998年3月15日 | 阪神   | 1400m | マックスキャンドゥ | 牝3  | JRA  | 1:22.4          | 四位洋文   | 伊藤雄二   | 田所英子                             |
| 第33回 | 1999年3月14日 | 阪神   | 1400m | フサイチエアデール | 牝3  | JRA  | 1:23.0          | 武豊       | 松田国英   | 関口房朗                             |
| 第34回 | 2000年3月12日 | 阪神   | 1400m | サイコーキララ     | 牝3  | JRA  | 1:23.0          | 石山繁     | 浜田光正   | （株）中村                           |
| 第35回 | 2001年3月11日 | 阪神   | 1400m | ローズバド         | 牝3  | JRA  | 1:21.7          | 小牧太     | 橋口弘次郎 | （有）社台レースホース               |
| 第36回 | 2002年3月10日 | 阪神   | 1400m | サクセスビューティ | 牝3  | JRA  | 1:21.6          | 藤田伸二   | 山内研二   | 高嶋哲                               |
| 第37回 | 2003年3月16日 | 阪神   | 1400m | ヤマカツリリー     | 牝3  | JRA  | 1:22.7          | 安藤勝己   | 松元茂樹   | 山田博康                             |
| 第38回 | 2004年3月14日 | 阪神   | 1400m | ムーヴオブサンデー | 牝3  | JRA  | 1:21.3          | 安藤勝己   | 松元茂樹   | （有）社台レースホース               |
| 第39回 | 2005年3月13日 | 阪神   | 1400m | ラインクラフト     | 牝3  | JRA  | 1:21.2          | 福永祐一   | 瀬戸口勉   | 大澤繁昌                             |
| 第40回 | 2006年3月12日 | 阪神   | 1400m | ダイワパッション   | 牝3  | JRA  | 1:23.1          | 長谷川浩大 | 増沢末夫   | 大城敬三                             |
| 第41回 | 2007年3月11日 | 阪神   | 1400m | アストンマーチャン | 牝3  | JRA  | 1:21.8          | 武豊       | 石坂正     | 戸佐眞弓                             |
| 第42回 | 2008年3月16日 | 阪神   | 1400m | マイネレーツェル   | 牝3  | JRA  | 1:22.5          | 池添謙一   | 五十嵐忠男 | （株）サラブレッドクラブ・ラフィアン |
| 第43回 | 2009年3月15日 | 阪神   | 1400m | ワンカラット       | 牝3  | JRA  | 1:22.4          | 藤岡佑介   | 藤岡健一   | 青山洋一                             |
| 第44回 | 2010年3月14日 | 阪神   | 1400m | サウンドバリアー   | 牝3  | JRA  | 1:22.8          | 渡辺薫彦   | 安達昭夫   | 増田雄一                             |
| 第45回 | 2011年3月21日 | 阪神   | 1400m | フレンチカクタス   | 牝3  | JRA  | 1:22.3          | 北村宏司   | 大竹正博   | （株）ヒダカ・ブリーダーズ・ユニオン |
| 第46回 | 2012年3月11日 | 阪神   | 1400m | アイムユアーズ     | 牝3  | JRA  | 1:22.8          | N.ピンナ   | 手塚貴久   | ユアストーリー                       |
| 第47回 | 2013年3月10日 | 阪神   | 1400m | メイショウマンボ   | 牝3  | JRA  | 1:22.1          | 川田将雅   | 飯田明弘   | 松本好雄                             |
| 第48回 | 2014年3月16日 | 阪神   | 1400m | ベルカント         | 牝3  | JRA  | 1:22.3          | 武豊       | 角田晃一   | （株）ノースヒルズ                   |
| 第49回 | 2015年3月15日 | 阪神   | 1400m | クイーンズリング   | 牝3  | JRA  | 1:22.5          | M.デムーロ | 吉村圭司   | 吉田哲哉                             |
| 第50回 | 2016年3月13日 | 阪神   | 1400m | ソルヴェイグ       | 牝3  | JRA  | 1:22.1          | 川田将雅   | 鮫島一歩   | （株）G1レーシング                   |
| 第51回 | 2017年3月12日 | 阪神   | 1400m | カラクレナイ       | 牝3  | JRA  | 1:21.0          | M.デムーロ | 松下武士   | 吉田照哉                             |
| 第52回 | 2018年3月11日 | 阪神   | 1400m | リバティハイツ     | 牝3  | JRA  | 1:21.5          | 北村友一   | 高野友和   | （有）社台レースホース               |
| 第53回 | 2019年3月10日 | 阪神   | 1400m | ノーワン           | 牝3  | JRA  | 1:22.0 （同着） | 坂井瑠星   | 笹田和秀   | 藤田好紀                             |
| 第53回 | 2019年3月10日 | 阪神   | 1400m | プールヴィル       | 牝3  | JRA  | 1:22.0 （同着） | 秋山真一郎 | 庄野靖志   | 吉田照哉                             |
| 第54回 | 2020年3月15日 | 阪神   | 1400m | エーポス           | 牝3  | JRA  | 1:21.0          | 岩田康誠   | 北出成人   | （有）フジワラ・ファーム             |
| 第55回 | 2021年3月14日 | 阪神   | 1400m | シゲルピンクルビー | 牝3  | JRA  | 1:20.7          | 和田竜二   | 渡辺薫彦   | 森中蕃                               |
| 第56回 | 2022年3月13日 | 阪神   | 1400m | サブライムアンセム | 牝3  | JRA  | 1:19.9          | 池添謙一   | 藤原英昭   | （有）サンデーレーシング             |
| 第57回 | 2023年3月12日 | 阪神   | 1400m | シングザットソング | 牝3  | JRA  | 1:20.7          | 吉田隼人   | 高野友和   | （有）社台レースホース               |
| 第58回 | 2024年3月10日 | 阪神   | 1400m | エトヴプレ         | 牝3  | JRA  | 1:20.1          | 藤岡佑介   | 藤岡健一   | H.H.シェイク・ハムダン               |
| 第59回 | 2025年3月8日  | 阪神   | 1400m | ショウナンザナドゥ | 牝3  | JRA  | 1:20.7          | 池添謙一   | 松下武士   | 国本哲秀                             |